# Branky
Branky (en allemand : Branek) est une commune du district de Vsetín, dans la région de Zlín, en République tchèque. Sa population s'élevait à 986 habitants en 2020.

## Géographie
Branky se trouve à 16 km au nord-nord-est de Vsetin, à 32 km au nord-est de Zlín, à 98 km à l'est-nord-est de Brno et à 258 km à l'est-sud-est de Prague.
La commune est limitée par Kladeruby au nord, par Poličná au nord et à l'est, par Oznice au sud, et par Police à l'ouest.

## Histoire
La première mention écrite de la localité date de 1270.